# August Pigulla
August Pigulla (* 10. August 1923 in Hohenlieben, Oberschlesien; † 9. Juli 2016 in Krefeld) war ein deutscher Glaskünstler und Bildhauer.

## Leben
August Pigulla wurde am 10. August 1923 in Hohenlieben, Oberschlesien geboren. Im Zweiten Weltkrieg leistete er von 1941 bis 1945 Militärdienst. Nach dem Ende des Krieges zog er nach Krefeld, wo bereits sein Bruder lebte. Ein Zeitungsbericht über den Krefelder Glaskünstler Gustav Fünders inspirierte ihn zu einer Ausbildung an der Werkkunstschule Krefeld im Fach Glas- und Mosaikgestaltung. Dort studierte er bei Fünders, machte 1956 sein Staatsexamen als Diplom-Designer und wurde 1957 Meisterschüler bei Fünders.

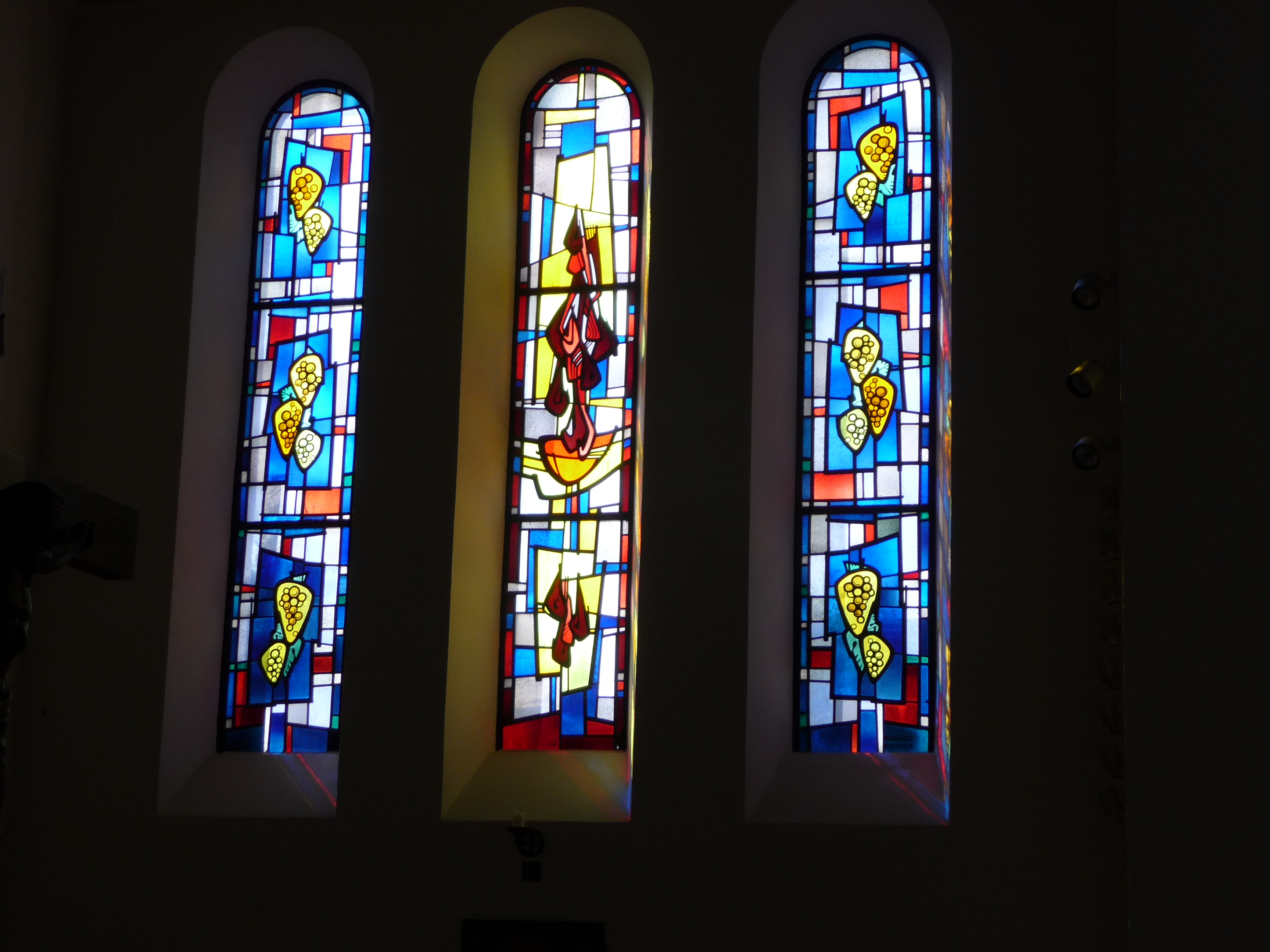
Fenster im Altarbereich der Kirche St. Patrokli

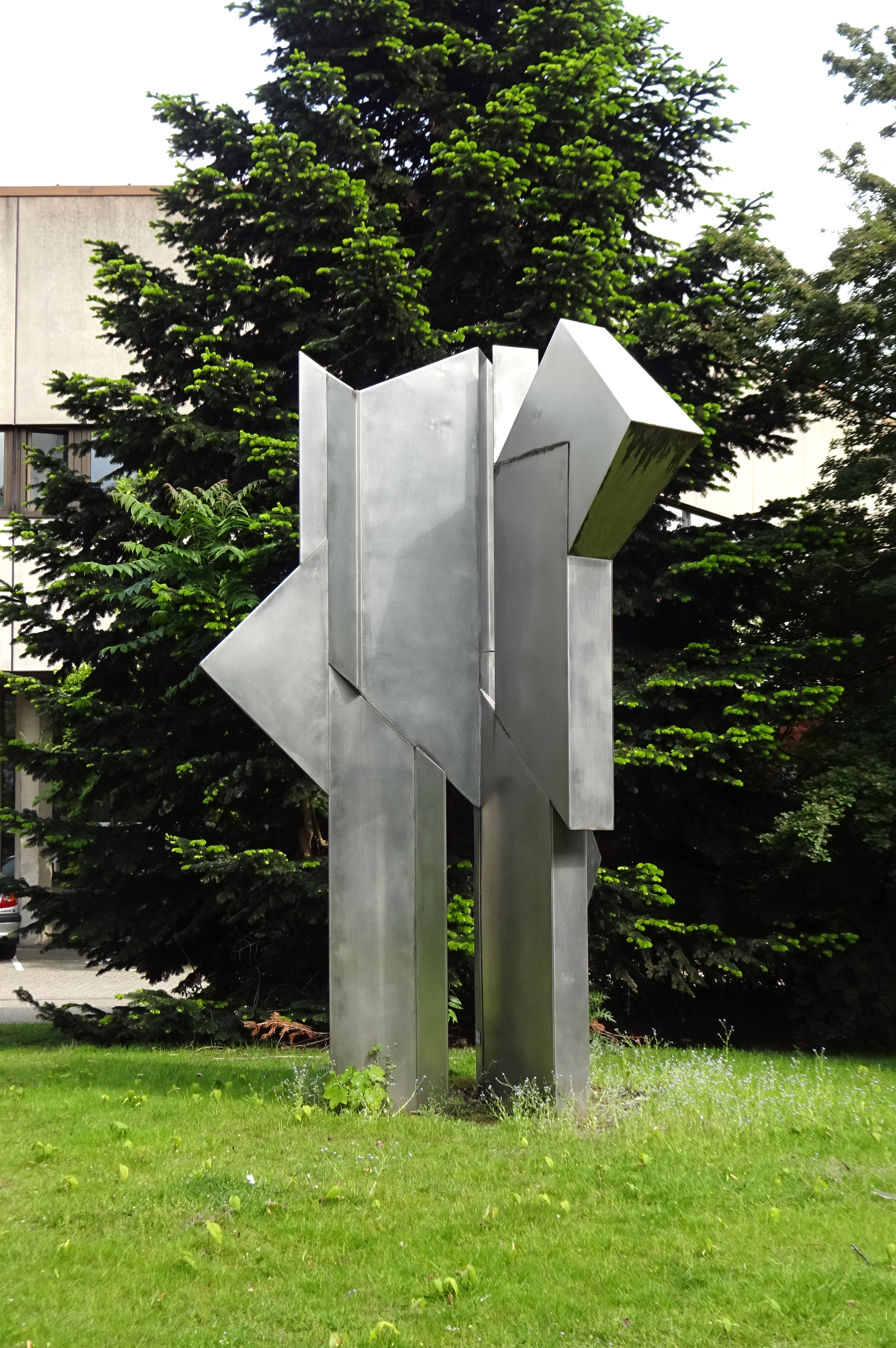
Edelstahlstele, Düsseldorf

Seine Karriere als freischaffender Künstler startete er 1957; zunächst fertigte er Glasfenster für Kirchen. Zu seinen ersten Werken im Jahr 1958 gehörte die Gestaltung der katholischen Kirche St. Patrokli im Dortmunder Stadtteil Kirchhörde. Neben der Glasgestaltung fertigte er auch Mosaiken, wie das Fassadenmosaik am ehemaligen Hauptzollamt in Krefeld mit den Maßen von 12,5 × 12 Meter, welches überwiegend aus schwarzweißen Stein- und Glasplatten besteht. Plastiken aus Edelstahl, wie die Plastik auf dem Gelände des Rechenzentrums der Finanzverwaltung von Nordrhein-Westfalen in Düsseldorf, oder Beton, wie das Relief am Gebäude des Rechenzentrums, gehören zu seinen Werken sowie thermische Gravuren. Er entwarf Objekte aus Glas ohne trennende Bleieinfassungen, die er collagenartig zusammenfügte oder zu Reliefs anordnete. Feingliedrige Gewebe aus Strichen, Linienbündeln und Flecken, die sich durch eine besondere Rhythmik auszeichnen, finden sich in seinen Entwürfen und Zeichnungen. Diese weisen fast musikalisch anmutende Strukturen auf, die die lebenslange Begeisterung Pigullas für die Musik spiegeln. Arbeiten mit Metall und Beton entstanden ab den 1960er Jahren.
Von 1971 bis 1990 war Pigulla als Dozent im Fachbereich Design an der Fachhochschule Dortmund tätig. August Pigulla starb am 9. Juli 2016 in Krefeld.

## Werk

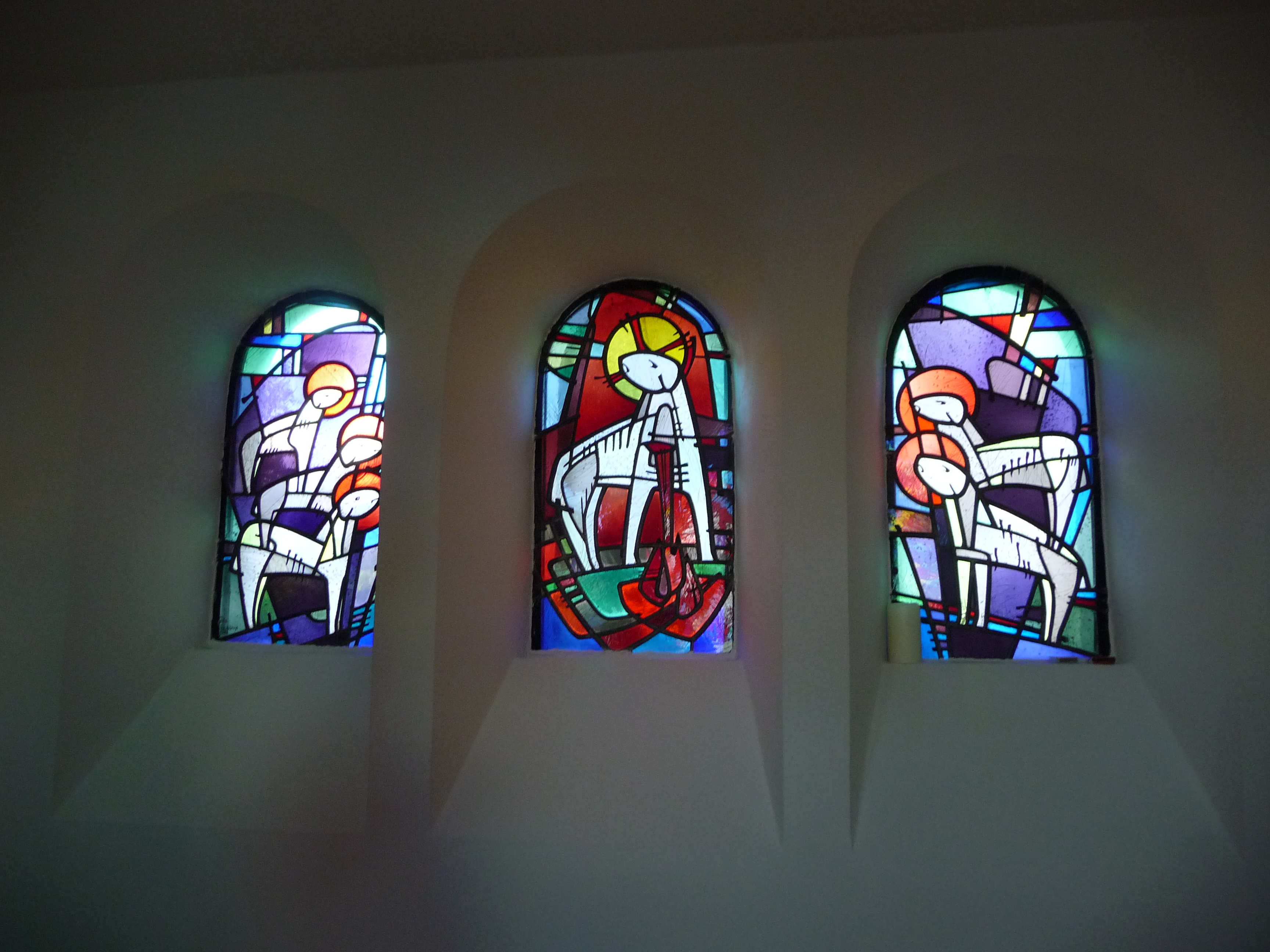
Fenster in der Marienkapelle St. Patrokli, Dortmund

- 6 kleinformatige Antikglasfenster, Katholische Kirche St. Patrokli, Dortmund-Kirchhörde, 1958
- 4 Antikglasfenster, Dreifaltigkeitskloster, Krefeld, 1958
- 1 Glascollage-Relief, 75 cm × 104 cm, Privatbesitz, 1958
- 1 Antikglasfenster, Elisabeth-Schule, Krefeld, 1959
- 4 Antikglasfenster, Evangelische Kirche, Osterath, 1960
- 1 „Glasbild mit Goldrosa“, 116 cm × 66 cm, Kaiser-Wilhelm-Museum, Krefeld, 1961
- 1 Altarraum-Antikglasfenster, Benediktiner-Abtei Königsmünster, Friedenskirche, Meschede, 1963
- 6 Antikglasfenster, Krankenhauskapelle, Schöpfungszyklus, Köln-Kalk, 1965
- 9 Antikglasfenster, St. Laurentius, Löhne, 1967
- 9 dreidimensionale Drahtglasfenster, St. Bonifatius, Moers-Asberg, je 900 cm × 50 cm, 1967
- 1 Glascollage-Relief, 65 cm × 68 cm, Privatbesitz, 1968
- 2 Opalglasfenster, Taufkapelle, Liboriuskirche, Bielefeld, 1969
- 3 Antikglas-Chorfenster, Evangelische Kirche, Dieringhausen, 1970
- 1 Glascollage-Relief, 82 cm × 89 cm, Besitz des Künstlers, 1972
- 1 Skulptur, Glasschichtung, 44 cm × 23 cm × 11,5 cm, Privatbesitz, 1972
- 13 Antikglasfenster, St. Michael, Duisburg-Wanheimerort, 1973
- 12 Antikglasfenster, Pfarrkirche St. Marien, Wesel-Flüren, 1973
- 8 Antikglasfenster, Lioba-Altenheim, Neuss, 1974
- 5 Antikglasfenster, Theresienheim, Neuss, 1975
- 1 Fensterwand, Ätztechnik, Sparkasse Waldniel, 1976
- 3 Antikglasfenster, Kath. Kirche St. Michael, Holsen (Bünde), 1976
- 1 Glasskulptur, 29 cm × 76 cm, Deutsches Glasmalerei-Museum Linnich, 1977
- 1 Industrieglas-Turm, 100 cm × 46,5 cm, Glasmalerei-Museum Linnich, 1978
- 2 Opalglasfenster, Evangelistenschule Johanneum, Wuppertal, 1978
- 1 Glasrelief, freistehend, 27,5 cm × 81 cm, Glasmalerei-Museum Linnich, 1978
- 1 Antikglasfenster, Evangelische Kirche, Dortmund Oestrich, 1980
- 9 Opalglasfenster, Altenheimkapelle, Soest, 1986
- 2 Glascollagen-Reliefs, je 45 × 45 cm, Privatbesitz, 1998
- 1 Glasrelief, Antik- und Industrieglas, Glasmalerei-Museum Linnich, 53 cm × 105 cm, 2003
- 1 Glasrelief, Antik- und Industrieglas, 67 cm × 38 cm, Privatbesitz, 2007
- 2 Antikglasfenster im Altarraum, 830 cm × 54 cm, St. Bonifatius, Moers-Asberg, 2014

## Preise
- 1961 Kunstpreis der Stadt Krefeld und des Niederrheins[7]
- 1964 „Das beste Glasbild 1959–1963“, Darmstadt, 2. Preis[8]
- 1965 Förderpreis beim „Oberschlesischen Kulturpreis“, verliehen durch das Land NRW[8]